# David Charvet
David Franck Guez Charvet (* 15. Mai 1972 in Lyon) ist ein französischer Schauspieler, Sänger und Model.

## Leben
David Charvets Vater, ein tunesischer jüdischer Geschäftsmann, Paul Guez, ließ sich 1974 von seiner Mutter Christiane Charvet Haddad scheiden. Seine Mutter heiratete erneut und David hat sechs Halbschwestern sowie einen Halbbruder. Er lebte bis zu seinem neunten Lebensjahr in Boulogne-Billancourt und ging dann mit seiner Mutter, seinem Halbbruder und seinen Halbschwestern zu seinem Vater, der in die USA zog, um die Mode für Jeans wiederzubeleben. David erhielt einige Jahre später eine Green Card, die er in der Lotterie gewann und ihm erlaubte, in den Vereinigten Staaten zu wohnen.
In den Jahren 1992 bis 1995 war er in der Fernsehserie Baywatch zu sehen. Im Film Verschollen in der weißen Hölle (1996) übernahm er eine der Hauptrollen, genauso im Film Prince Charming (1999), in dem er neben Tia Carrere spielte. In den Jahren 1996 bis 1998 spielte er in der US-Fernsehserie Melrose Place.
In den 2000er Jahren trat Charvet in französischen Fernsehproduktionen auf. Er veröffentlicht ebenfalls Musikalben wie David Charvet (1997), Leap of Faith (2002) und Se laisser quelque chose (2004).
Er kümmert sich aber auch weiterhin um seine musikalische Karriere. Die Single Sometimes it rains aus dem Album Se Laisser Quelque Chose wurde im Juli 2006 in Frankreich, Belgien und der Schweiz veröffentlicht – das englische Album So We Meet Again folgte.
Am 12. August 2011 heiratete Charvet seine langjährige Verlobte Brooke Burke Charvet. Das Paar hat zwei gemeinsame Kinder. Im April 2018 erfolgte die Scheidung.

## Diskografie

### Studioalben
| Jahr | Titel                    | Höchstplatzierung, Gesamtwochen, AuszeichnungChartplatzierungen (Jahr, Titel, Platzierungen, Wochen, Auszeichnungen, Anmerkungen) | Höchstplatzierung, Gesamtwochen, AuszeichnungChartplatzierungen (Jahr, Titel, Platzierungen, Wochen, Auszeichnungen, Anmerkungen) | Höchstplatzierung, Gesamtwochen, AuszeichnungChartplatzierungen (Jahr, Titel, Platzierungen, Wochen, Auszeichnungen, Anmerkungen) | Höchstplatzierung, Gesamtwochen, AuszeichnungChartplatzierungen (Jahr, Titel, Platzierungen, Wochen, Auszeichnungen, Anmerkungen) | Höchstplatzierung, Gesamtwochen, AuszeichnungChartplatzierungen (Jahr, Titel, Platzierungen, Wochen, Auszeichnungen, Anmerkungen) | Anmerkungen                          |
| Jahr | Titel                    | DE | AT | CH | UK | FR | Anmerkungen                          |
| ---- | ------------------------ | --- | --- | --- | --- | --- | ------------------------------------ |
| 1997 | David Charvet            | — | — | — | — | FR8 Gold · (9 Wo.)FR | Erstveröffentlichung: April 1997     |
| 2002 | Leap of Faith            | — | AT43 (5 Wo.)AT | CH52 (15 Wo.)CH | — | FR21 (35 Wo.)FR | Erstveröffentlichung: April 2002     |
| 2004 | Se laisser quelque chose | — | — | — | — | FR32 (9 Wo.)FR | Erstveröffentlichung: September 2004 |

Weitere Alben
- 2006: So We Meet Again

### Singles
| Jahr | Titel Album                                            | Höchstplatzierung, Gesamtwochen, AuszeichnungChartplatzierungen (Jahr, Titel, Album, Platzierungen, Wochen, Auszeichnungen, Anmerkungen) | Höchstplatzierung, Gesamtwochen, AuszeichnungChartplatzierungen (Jahr, Titel, Album, Platzierungen, Wochen, Auszeichnungen, Anmerkungen) | Höchstplatzierung, Gesamtwochen, AuszeichnungChartplatzierungen (Jahr, Titel, Album, Platzierungen, Wochen, Auszeichnungen, Anmerkungen) | Höchstplatzierung, Gesamtwochen, AuszeichnungChartplatzierungen (Jahr, Titel, Album, Platzierungen, Wochen, Auszeichnungen, Anmerkungen) | Höchstplatzierung, Gesamtwochen, AuszeichnungChartplatzierungen (Jahr, Titel, Album, Platzierungen, Wochen, Auszeichnungen, Anmerkungen) | Anmerkungen                        |
| Jahr | Titel Album                                            | DE | AT | CH | UK | FR | Anmerkungen                        |
| ---- | ------------------------------------------------------ | --- | --- | --- | --- | --- | ---------------------------------- |
| 1997 | Should I Leave David Charvet                           | — | — | — | — | FR3 Platin · (26 Wo.)FR | Erstveröffentlichung: Februar 1997 |
| 1997 | Regarde-toi David Charvet                              | — | — | — | — | FR28 (11 Wo.)FR | Erstveröffentlichung: Oktober 1997 |
| 2002 | Jusqu’au bout / Leap of Faith Leap of Faith            | DE49 (9 Wo.)DE | AT19 (15 Wo.)AT | CH12 (22 Wo.)CH | UK87 (1 Wo.)UK | FR6 (29 Wo.)FR | Erstveröffentlichung: März 2002    |
| 2002 | Apprendre à aimer / Teach Me How to Love Leap of Faith | — | — | CH48 (7 Wo.)CH | — | FR26 (13 Wo.)FR | Erstveröffentlichung: Oktober 2002 |
| 2003 | Take You There Leap of Faith                           | — | — | — | — | FR68 (6 Wo.)FR | Erstveröffentlichung: März 2003    |
| 2004 | Je te dédie Se laisser quelque chose                   | — | — | — | — | FR12 (17 Wo.)FR | Erstveröffentlichung: Oktober 2004 |
| 2006 | Sometimes It Rains So We Meet Again                    | — | — | — | — | FR52 (8 Wo.)FR | Erstveröffentlichung: Juni 2006    |

Weitere Singles
- 2010: Swim With the Birds

## Filmografie (Auswahl)
- 1992–1996: Baywatch – Die Rettungsschwimmer von Malibu (Baywatch, Fernsehserie, 70 Folgen)
- 1995: Eine unmoralische Verführung (Seduced and Betrayed)
- 1995: Derby
- 1996: Verschollen in der weißen Hölle (Angel Flight Down)
- 1996–1998: Melrose Place (Fernsehserie, 46 Folgen)
- 2002: Prince Charming (Meet Prince Charming)
- 2008: Green Flash
- 2010: Verführt (The Perfect Teacher)
- 2013: Prisoners of the Sun